# Xocotepec
Xocotepec är en ort i Mexiko.   Den ligger i kommunen Tlapa de Comonfort och delstaten Guerrero, i den sydöstra delen av landet, 210 km söder om huvudstaden Mexico City. Xocotepec ligger 1 766 meter över havet och antalet invånare är 112.
Terrängen runt Xocotepec är kuperad. Runt Xocotepec är det ganska tätbefolkat, med 108 invånare per kvadratkilometer. Närmaste större samhälle är Tlapa de Comonfort, 14,6 km öster om Xocotepec. I omgivningarna runt Xocotepec växer huvudsakligen savannskog.